# 1380
1380 (MCCCLXXX) var ett skottår som började en söndag i den julianska kalendern.

## Händelser

### Mars
- 26 mars – Håkan Magnusson kallar till ledung mot Sverige. Sedan denna är avslutad är kriget troligtvis över, eftersom det inte nämns mer i källorna.

### Augusti
- Augusti eller september – Sedan den norske kungen Håkan Magnusson har avlidit vid denna tid efterträds han som kung av Norge av sin son Olof. Denne får sin mor Margareta som förmyndare och då Olof sedan 1376 även är kung av Danmark hamnar dessa båda länder i personalunion, vilken kommer att vara till 1814.

### September
- 8 september – Storfursten av Moskva besegrar tatererna i slaget vid Kulikovo pole.
- 11 september – Danmark tar kontrollen över Island.[1]

### Okänt datum
- Danskarna bränner under året Jönköping, Skara, Örebro och Västerås.
- Bo Jonsson (Grip) låter börja uppföra Gripsholms slott.

## Födda
- 8 september – Bernardinus av Siena, franciskanmunk, katolskt helgon.

## Avlidna
- 29 april – Katarina av Siena, italiensk mystiker och helgon.
- Augusti eller 10 eller 11 september – Håkan Magnusson, kung av Norge sedan 1343 och av Sverige 1362–1364.
- 16 september – Karl V, kung av Frankrike sedan 1364.
- Rikardis av Schwerin, gift med Albrekt av Mecklenburg (död omkring detta år).
- Pietro Doria, genuesisk amiral.
- Khadijja av Maldiverna, regerande sultaninna av Maldiverna.

### Fotnoter
1. ↑  World Statesmen